# Гамбія на літніх Олімпійських іграх 2016
Гамбія на літніх Олімпійських ігор 2016 була представлена 4 спортсменами у 3 видах спорту. Жодної медалі олімпійці Гамбії не завоювали.

## Спортсмени
| Дисципліна     | Чоловіки | Жінки | Разом |
| -------------- | -------- | ----- | ----- |
| Легка атлетика | 1        | 1     | 2     |
| Дзюдо          | 1        | 0     | 1     |
| Плавання       | 1        | 0     | 1     |
| Разом          | 3        | 1     | 4     |

## Легка атлетика
Легенда
- Note – для трекових дисциплін місце вказане лише для забігу, в якому взяв участь спортсмен

Трекові і шосейні дисципліни
| Спортсмен    | Дисципліна                   | Попередній забіг | Попередній забіг | Півфінал         | Півфінал         | Фінал            | Фінал            |
| Спортсмен    | Дисципліна                   | Результат        | Місце            | Результат        | Місце            | Результат        | Місце            |
| ------------ | ---------------------------- | ---------------- | ---------------- | ---------------- | ---------------- | ---------------- | ---------------- |
| Адама Джамме | біг на 200 метрів (чоловіки) | 20.55            | 5                | Завершила виступ | Завершила виступ | Завершила виступ | Завершила виступ |
| Джина Басс   | біг на 200 метрів (жінки)    | 23.43            | 5                | Завершила виступ | Завершила виступ | Завершила виступ | Завершила виступ |

## Дзюдо
| Спортсмен  | Категорія           | 1/32 фіналу           | 1/16 фіналу        | 1/8 фіналу         | Чвертьфінали       | Півфінали          | Втішний поєдинок   | Фінал / БМ         | Фінал / БМ      |
| Спортсмен  | Категорія           | Суперник Результат    | Суперник Результат | Суперник Результат | Суперник Результат | Суперник Результат | Суперник Результат | Суперник Результат | Місце           |
| ---------- | ------------------- | --------------------- | ------------------ | ------------------ | ------------------ | ------------------ | ------------------ | ------------------ | --------------- |
| Файє Нджие | до 73 кг (чоловіки) | Хамза (KAZ) L 000–002 | Завершив виступ    | Завершив виступ    | Завершив виступ    | Завершив виступ    | Завершив виступ    | Завершив виступ    | Завершив виступ |

## Плавання
| Спортсмен  | Дисципліна                          | Попередній заплив | Попередній заплив | Півфінал        | Півфінал        | Фінал           | Фінал           |
| Спортсмен  | Дисципліна                          | Час               | Місце             | Час             | Місце           | Час             | Місце           |
| ---------- | ----------------------------------- | ----------------- | ----------------- | --------------- | --------------- | --------------- | --------------- |
| Пап Джонга | 50 метрів вільним стилем (чоловіки) | 27.48             | 79                | Завершив виступ | Завершив виступ | Завершив виступ | Завершив виступ |